# Syllepte crocealis
Syllepte crocealis là một loài bướm đêm trong họ Crambidae.